# Pavel Chaloupka
Pavel Chaloupka, né le 4 mai 1959 à Most (Tchécoslovaquie) et mort le 23 mai 2025 à Chomutov (Tchéquie), est un joueur de football tchécoslovaque actif entre 1976 et 1991.